# Henry Bejarano

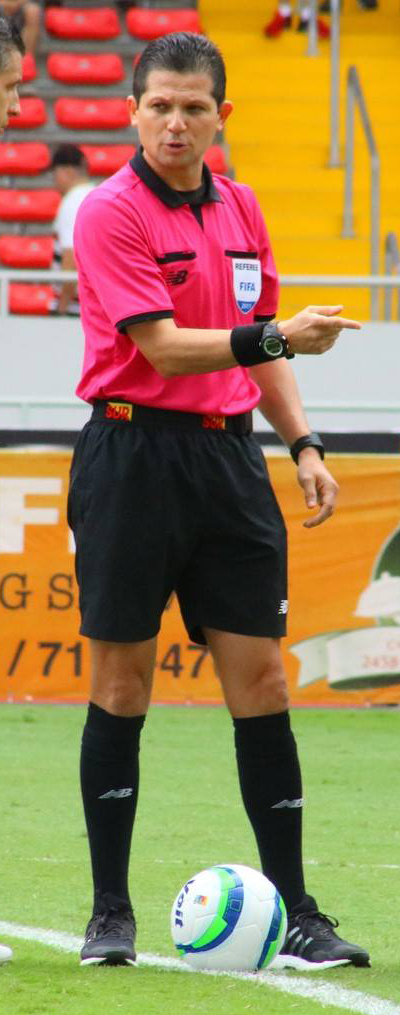
Henry Bejarano (2017)

Henry Alberto Bejarano Matarrita (* 2. Januar 1978) ist ein costa-ricanischer Fußballschiedsrichter.
Seit 2001 leitet Bejarano Spiele in der Liga de Fútbol de Primera División.
Ab 2011 war er FIFA-Schiedsrichter und leitete internationale Fußballspiele.
Bei der U-20-Weltmeisterschaft 2015 in Neuseeland leitete Bejarano zwei Partien in der Gruppenphase.
Beim CONCACAF Gold Cup 2015 in den Vereinigten Staaten und Kanada pfiff Bejarano ein Gruppenspiel sowie das Viertelfinale zwischen den USA und Kuba (6:0). Beim Gold Cup 2017 und 2019 leitete er ebenfalls ein Spiel in der Gruppenphase.
Anfang 2022 kündigte Bejarano an, seine Karriere 2022 zu beenden.